# Pelargonium woodii
Pelargonium woodii är en näveväxtart som beskrevs av N. E. Brown. Pelargonium woodii ingår i släktet pelargoner, och familjen näveväxter. Inga underarter finns listade i Catalogue of Life.